# Expulsión de los acadianos
La expulsión de los acadianos —también conocida como la Deportación de los acadianos, la Gran Agitación, la Gran Expulsión, la Gran Deportación (en francés: Le Grand Dérangement et La déportation des Acadiens)— fue el genocidio y limpieza étnica realizado por el Imperio británico contra los acadianos de la región de Acadia (que son las actuales provincias marítimas canadienses de Nueva Escocia, Nuevo Brunswick y la Isla del Príncipe Eduardo) en plena descomposición del Virreinato de Nueva Francia. La expulsión (1755-1764) tuvo lugar durante la Guerra franco-india (el teatro norteamericano de la Guerra de los Siete Años) y fue parte de la campaña militar británica en contra de Nueva Francia. Inicialmente, los británicos deportaron a los acadianos a las Trece Colonias, y más adelante en 1758 trasladaron a más acadianos a Gran Bretaña y a Francia. En total, de los 14 100 acadianos que vivían en la región, aproximadamente 11 500 fueron deportados.
Luego del asedio británico de Port Royal en 1710, el Tratado de Utrecht de 1713 permitió a los acadianos conservar la  posesión de sus tierras. No obstante, durante los siguientes cuarenta y cinco años, los acadianos se rehusaron a firmar un juramento de lealtad incondicional a Gran Bretaña. En ese mismo periodo, también participaron en varias operaciones militares en contra de los británicos, y mantuvieron líneas de suministros hacia las fortalezas francesas de Luisburgo y el Fuerte Beauséjour. Como resultado de esto, los británicos buscaron la forma de eliminar cualquier amenaza militar futura que puedan presentar los acadianos y eliminar las líneas de suministro que les proveían a Luisburgo al expulsarlos de la zona.
Sin realizar ningún tipo de distinción entre los acadianos que se habían mantenido neutrales y aquellos que resistieron la ocupación de Acadia, el gobernador británico Charles Lawrence y el Consejo de Nueva Escocia ordenaron su deportación. En la primera fase de deportaciones, los acadianos fueron enviados a otras colonias británicas. Durante la segunda fase, fueron deportados a Gran Bretaña y Francia, desde donde emigraron a Luisiana. En un principio los acadianos huyeron a las colonias francófonas como Canadá, la parte no colonizada de Acadia, Isle Saint-Jean e Île Royale. Durante la segunda fase de la expulsión, estos acadianos fueron encarcelados o deportados.
A lo largo del proceso de expulsión, los acadianos y la Confederación Wabanaki continuaron una guerra de guerrillas en contra de los británicos en respuesta a la continúa agresión británica desde 1744 (véase Guerra del Rey Jorge y la Guerra del Padre Le Loutre).
Aparte de que los británicos consiguieron sus objetivos militares de derrotar a Luisburgo y debilitar las milicias Mi'kmaq y acadianas, el resultado de la expulsión fue la devastación de una población principalmente civil y la economía de la región. Miles de acadianos murieron en las deportaciones, principalmente debido a enfermedades o ahogados cuando algunos barcos se perdían.
El 11 de julio de 1764, el gobierno británico emitió una orden que permitía a los acadianos regresar legalmente a los territorios británicos, siempre y cuando hicieran un juramento de lealtad incondicional a la Corona británica.
El poeta estadounidense Henry Wadsworth Longfellow inmortalizó el evento histórico en su poema sobre las penurias sufridas por el personaje Evangeline, el cual fue popular e hizo muy conocida la expulsión. Según el historiador acadiano Maurice Basque, la historia de Evangeline continúa influyendo los relatos históricos sobre la deportación, poniendo énfasis en los acadianos neutrales y alejando el mismo de quienes resistieron al imperio británico.

## Contexto histórico
Después de que los británicos obtuvieran el control de Acadia en 1713, los acadianos se opusieron a firmar un juramento de lealtad a la Corona británica para convertirse en sujetos británicos. En lugar de esto, negociaron un juramento en el cual prometieron neutralidad. Algunos acadianos se mantuvieron neutrales y se negaron a firmar un juramento incondicional. La dificultad fue en parte religiosa, ya que los monarcas británicos eran la cabeza de la Iglesia de Inglaterra que es protestante y los acadianos eran católicos. También estaban preocupados de que al firmar el juramento esto obligaría a los hombres acadianos a luchar en contra de Francia en alguna guerra, y que eso sería percibido por sus vecinos micmac como un reconocimiento de las pretensiones territoriales británicas en Acadia, poniendo a las localidades acadianas en riesgo de ser atacadas por los micmac.

### Guerra franco-india

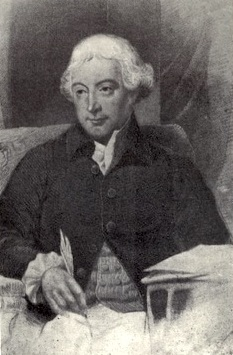
Charles Lawrence

En 1753, tropas francesas de Canadá marcharon al sur y tomaron y fortificaron el valle del río Ohio. El Reino Unido protestó la invasión y reclamó Ohio para sí mismo. El 28 de mayo de 1754, la guerra comenzó con la batalla de Jumonville Glen. El Alférez francés de Jumonville y un tercio de su escolta fueron matados por una patrulla británica liderada por George Washington. En respuesta, franceses e indios derrotaron a los británicos en la batalla del Fuerte Necesidad. Washington perdió un tercio de sus fuerzas y se rindió. Las tropas del mayor general Edward Braddock fueron derrotadas en la batalla de Monogahela, y las tropas de William Johnson detuvieron a los franceses en su avance sobre el lago George.
En Acadia, el principal objetivo de los británicos era el derrotar las fortificaciones francesas en Beausejour y Louisbourg y prevenir futuros ataques de la Confederación Wabanaki, los franceses y los acadianos en la frontera norte de Nueva Inglaterra. (Hubo una larga historia de estos ataques desde Acadia; véanse las campañas de la costa noreste de 1688, 1703, 1723, 1724, 1745, 1746, 1747.). Los británicos vieron la lealtad de los acadianos a los franceses y a la confederación Wabanaki como una amenaza militar. La guerra del Padre Le Loutre había creado las condiciones para una guerra total; los civiles británicos no se habían salvado y, como vieron el gobernador Charles Lawrence y el Consejo de Nueva Escocia, los civiles acadianos habían proporcionado inteligencia, santuario y apoyo logístico, mientras que otros habían luchado contra los británicos. Durante la guerra de Le Loutre, para proteger a los colonos británicos de los ataques a lo largo de la antigua frontera de Nueva Inglaterra y Acadia, el río Kennebec, los británicos construyeron Fort Halifax (Winslow), Fort Shirley (Dresden, antiguamente Frankfurt) y Fort Western (Augusta). 
Después de la captura británica de Beausejour, el plan para la captura de Luisburgo incluía el bloqueo del comercio hacia la fortaleza para debilitarla y, de esa manera, limitar la capacidad de los franceses de proveer suministros a los micmac en su guerra contra los británicos. Según el historiador Stephen Patterson, más que ningún otro factor —incluida la masiva ofensiva que finalmente obligó a Luisburgo a rendirse— los problemas de suministros pusieron fin al poderío francés en la región. Lawrence se dio cuenta de que podía reducir la amenaza militar y debilitar a la fortaleza deportando a los acadianos, cortando así el flujo de suministros al fuerte. Durante la expulsión, el oficial francés Charles Deschamps de Boishébert lideró a los micmac y los acadianos en una guerra de guerrillas en contra de los británicos. Según los libros contables de Luisburgo, a finales de 1756 los franceses habían entregado suministros a unos 700 indígenas. Entre 1756 hasta la caída de Luisburgo en 1758, los franceses hicieron pagos regulares al jefe Jean-Baptiste Cope y a otros indígenas a cambio de cueros cabelludos de británicos.

## Campañas de deportación británicas

### Bahía de Fundy

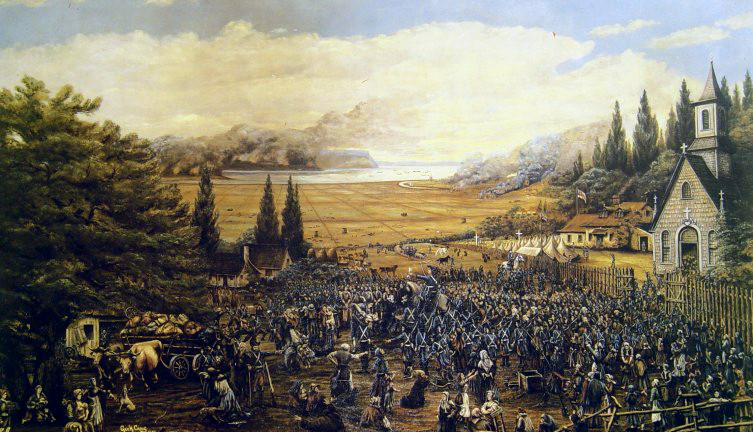
Grand-Pré: Deportación de los acadianos.

La primera ola de deportaciones comenzó el 10 de agosto de 1755, con la Campaña de la Bahía de Fundy durante la Guerra franco-india. Los británicos ordenaron la expulsión de los acadianos después de la batalla de Fort Beausejour (1755). La campaña comenzó en Chigneto y rápidamente se trasladó a Grand-Pré, Piziquid (Falmouth/Windsor, Nueva Escocia) y finalmente a Annapolis Royal.
El 17 de noviembre de 1755, 700 soldados al mando de George Scott, atacaron veinte casas en Memramcook, arrestaron a los acadianos que quedaban y mataron doscientas cabezas de ganado para privar a los franceses de suministros. Los acadianos trataron de escapar de la expulsión huyendo hacia los ríos Saint John y Petitcodiac, y al Miramichi en Nueva Brunswick. Los británicos sacaron a los acadianos de esas áreas en las posteriores campañas del río Petitcodiac, del río Saint John y del golfo de San Lorenzo en 1758.

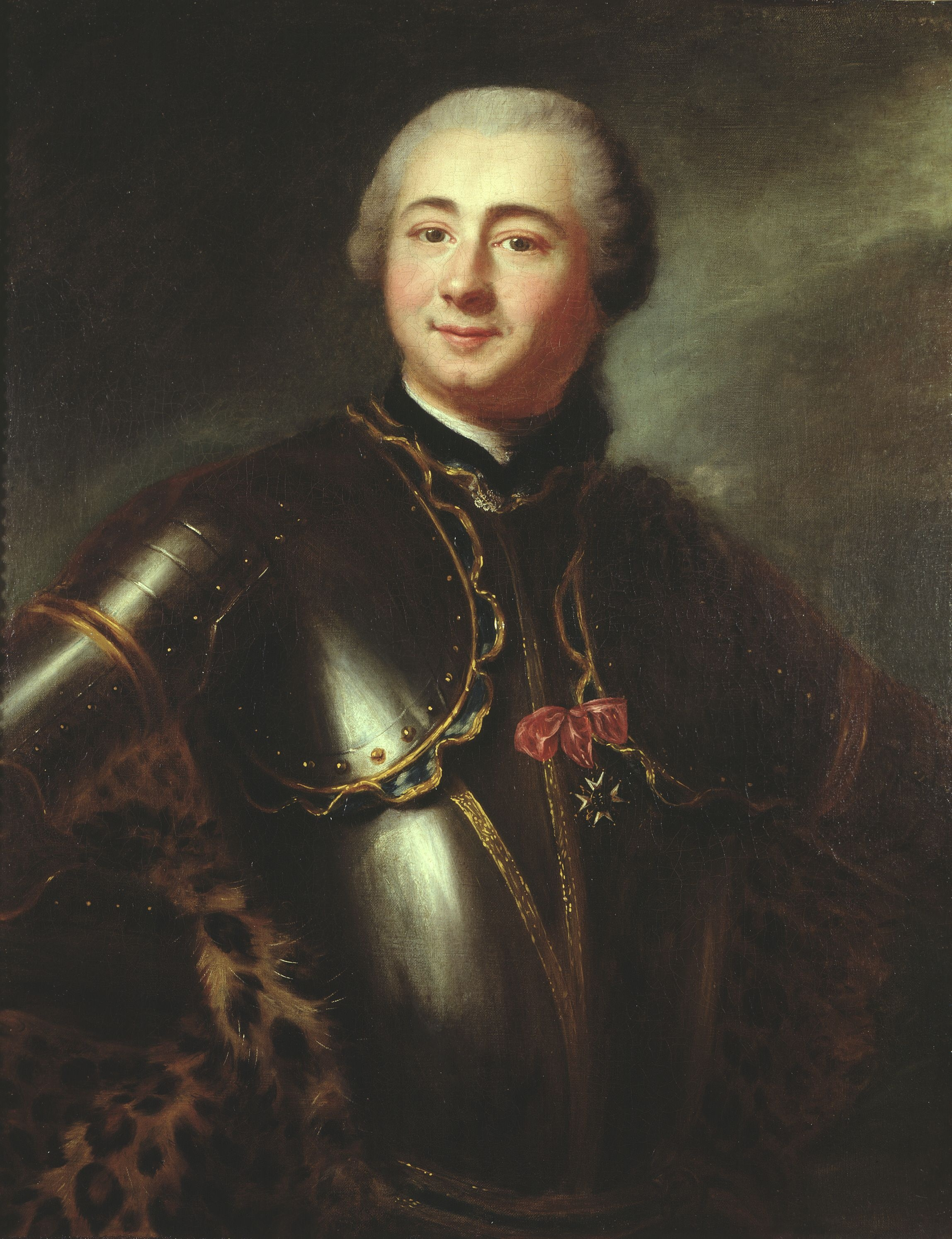
Charles Deschamps de Boishébert et de Raffetot

Los acadianos y micnac resistieron en la región de Chignecto y salieron victoriosos en la batalla de Petitcodiac (1755). En la primavera de 1756, un grupo que salió a recolectar madera desde el Fuerte Monckton (anteriormente Fuerte Gaspareaux) fueron emboscados y les arrancaron el cuero cabelludo. En abril de 1757, el mismo grupo de acadianos y micmac asaltaron el Fuerte Edward y el Fuerte Cumberland, cerca del actual Jolicure, Nuevo Brunswick, matando y arrancado el cuero cabelludo de dos hombres y tomando dos prisioneros. El 20 de julio de 1757, los micmac mataron a 23 y capturaron a dos de los soldados de Gorham en las afueras de Fuerte Cumberland. En marzo de 1758, cuarenta acadianos y micmac atacaron a una goleta en el Fuerte Cumberland y mataron a su capitán y a dos marineros. En el invierno de 1759, los micmac emboscaron a cinco soldados británicos que se encontraban patrullando mientras cruzaban un río cerca de Fuerte Cumberland. Se les arrancó el cuero cabelludo y sus cuerpos fueron mutilados según era la tradición de la lucha fronteriza. En la noche del 4 de abril de 1759, un grupo de acadianos y franceses en canoas capturaron un transporte. Al amanecer atacaron el buque Moncton y lo persiguieron durante cuatro horas hacia la bahía de Fundy. Aunque el Moncton escapó, un miembro de su tripulación falleció y dos resultaron heridos.
En septiembre de 1756, un grupo de 100 acadianos emboscaron a un grupo de trece soldados que estaban trabajando fuera del Fuerte Edward en Piziquid. Siete fueron tomados como prisioneros y seis se escaparon al fuerte. En abril de 1757, un grupo de guerrilleros acadianos y micmac saquearon un almacén cerca de Fuerte Edward, matando a trece soldados británicos, tomaron las provisiones que pudieron cargar y prendieron fuego al edificio. Días después, los mismos guerrilleros asaltaron el Fuerte Cumberland.  Para noviembre de 1756, el oficial francés Lotbiniere escribió sobre la dificultad a la que se enfrentaban para recapturar Fuerte Beausejour: «Los ingleses nos han privado de una gran ventaja al desplazar a las familias francesas que se habían asentado allí con sus diferentes plantaciones; nos obligarían a tener que crear nuevos asentamientos».

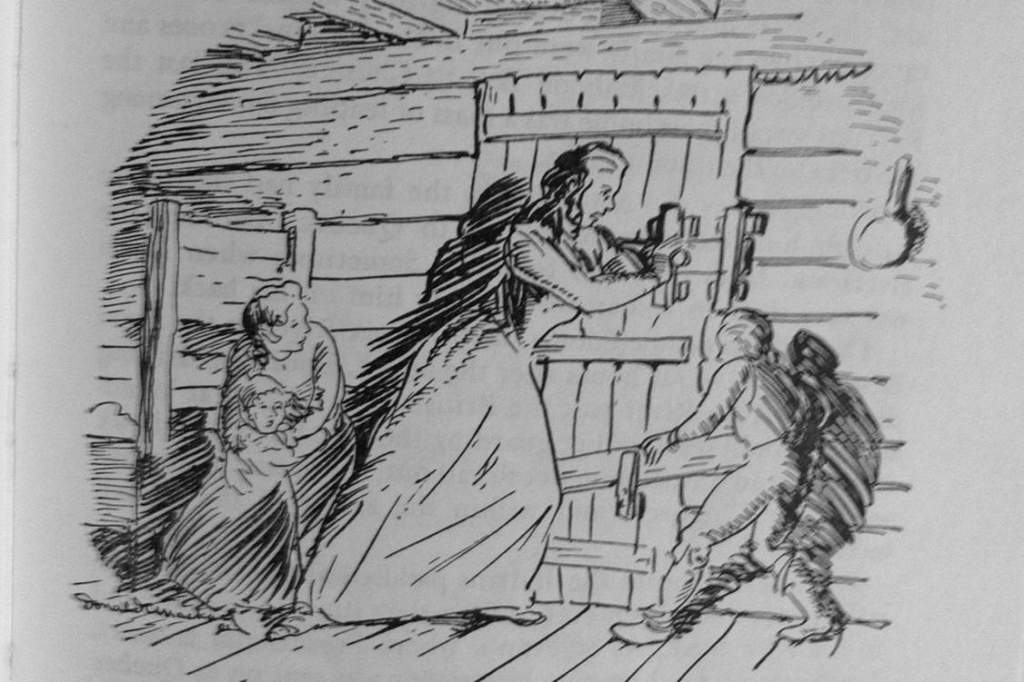
Asalto a Lunenburg (1756)

Acadianos y micmac lucharon juntos en la región de Annapolis. Resultaron victoriosos en la batalla de Bloody Creek. Los acadianos que estaban siendo deportados de Annapolis Royal en el buque Pembroke se rebelaron contra de la tripulación británica, se hicieron con el barco y lo llevaron a tierra. En diciembre de 1757, mientras cortaba leña cerca de Fuerte Ana, John Weatherspoon fue capturado por nativos —supuestamente micmac— y fue llevado a la desembocadura del río Miramichi, desde donde fue vendido o intercambiado a los franceses, llevado a Quebec y detenido allí hasta finales de 1759, cuando las fuerzas del general Wolfe salieron airosas de la batalla de las Planicies de Abraham.
Según los informes, aproximadamente 55 acadianos, que escaparon de la deportación inicial en Annapolis Royal, se dirigieron a la región de Cape Sable, que incluía el suroeste de Nueva Escocia, desde donde participaron en numerosas incursiones en Lunenburg, Nueva Escocia. Los acadianos y mi'kmaq asaltaron el asentamiento de Lunenburg nueve veces durante un período de tres años durante la guerra. Boishebert ordenó la primera incursión en Lunenburg (1756). En 1757, se produjo una segunda incursión en Lunenburg, en la que murieron seis personas de la familia Brissang. Al año siguiente, en marzo de 1758, se produjo una incursión en la península de Lunenburg en la cordillera Noroeste (actual Blockhouse, Nueva Escocia) cuando cinco personas de las familias Ochs y Roder fueron asesinadas. A fines de mayo de 1758, la mayoría de los habitantes de la península de Lunenburg habían abandonado sus granjas y se habían retirado a la protección de las fortificaciones alrededor de la ciudad de Lunenburg, perdiendo la temporada para sembrar sus granos. 
Aquellos que no abandonaron sus parcelas fueron objeto de ataques más intensos. En el verano de 1758, hubo cuatro asaltos en la península de Lunenburg. El 13 de julio de 1758, una persona en el río La Have en Dayspring terminó muerta y otra gravemente herida a manos de un miembro de la familia Labrador. El siguiente ataque tuvo lugar en Mahoney, Nueva Escocia, el 24 de agosto de 1758, cuando ocho micmac atacaron las casas de las familias Lay y Brant. Mataron a tres personas en el asalto, pero no pudieron tomar sus cueros cabelludos, por los cuales los franceses les pagaban. Dos días después, dos soldados fueron matados en un ataque contra el almacén de La Have. El 11 de septiembre, un niño murió en un asalto en la Sierra Noroeste
 Otro asalto tuvo lugar el 27 de marzo de 1759, en el que murieron tres miembros de la familia Oxners.  El último de estos ataques tuvo lugar el 20 de abril de 1759 en Lunenburg, cuando asaltantes micmac mataron a cuatro colonos de las familias Trippeau y Crighton.

### Cabo Sable
Durante la campaña del Cabo Sable, los británicos expulsaron a los acadianos de los actuales condados de Shelburne y Yarmouth. En abril de 1756, el mayor Jedidiah Preble y sus tropas de Nueva Inglaterra, en su regreso a Boston, saquearon un asentamiento cerca de Port La Tour y capturaron a 72 hombres, mujeres y niños. Para finales del verano de 1758, el mayor Henry Fletcher lideró al 35.º regimiento y a una compañía de Comandos de Gorham al cabo Sable. Acordonó al cabo y envió a sus hombres a cruzarlo. Cien acadianos y el padre Jean Baptistee de Gray se rindieron, mientras que unos 130 acadianos y siete micmac escaparon. Los prisioneros acadianos fueron llevados a la isla Georges en la bahía de Halifax.
En camino a la campaña del río St. John en septiembre de 1758, Moncton envió al comandante Roger Morris del 35.º Regimiento, al mando de dos buques de guerra y barcos de transporte con 325 soldados, para deportar a más acadianos. El 28 de octubre, las tropas de Moncton enviaron a las mujeres y a los niños a la isla Georges. Los hombres fueron retenidos y obligados a trabajar con las tropas para destruir su aldea. El 31 de octubre, también fueron enviados a Halifax.  En la primavera de 1759, Joseph Gorham y sus guardaparques llegaron para tomar prisioneros a los 151 acadianos restantes. Llegaron con ellos a la isla Georges el 29 de junio. En noviembre de 1759, 151 acadianos de Cape Sable que habían estado prisioneros en la isla de George desde junio fueron deportados a Gran Bretaña. En julio de 1759 en Cape Sable, el capitán Cobb llegó y fue tiroteado por 100 acadianos y Mi'kmaq.

### Île St. Jean e Île Royale
La segunda ola de deportación comenzó con la derrota francesa en la batalla de Louisbourg. Miles de acadianos fueron deportados de Île Saint-Jean (Isla del Príncipe Eduardo) e Île Royale (Cape Breton). La campaña de la Île Saint-Jean resultó en el porcentaje más alto de acadianos muertos y deportados. El hundimiento de los barcos Violeta (con unas 280 personas a bordo) y Duque Guillermo (con más de 360 personas a bordo) ocasionó el número más alto de muertes durante la expulsión. Para el inicio de esta segunda ola de deportaciones, los británicos ya habían descartado la idea de trasladar a los acadianos a las Trece Colonias, y habían comenzado a deportarlos directamente a Francia. En 1758, miles de acadianos de Île Royale se escaparon al campo de refugiados de Boishebert, al sur de la bahía Chaleur.

### Campaña del río Petitcodiac
La campaña del río Peticodiac fue una de serie operaciones militares británicas que tuvieron lugar entre junio y noviembre de 1758 para deportar a los acadianos que vivían a lo largo del río o se habían refugiado de deportaciones anteriores en ese lugar. Benoni Danks y Gorham's Rangers llevaron a cabo la operación. Contradiciendo las órdenes del gobernador Lawrence, el Guardabosques Danks de Nueva Inglaterra atacó a los acadianos en escaramuzas fronterizas.